# Вавречка
Вавречка (слч. Vavrečka) насељено је мјесто са административним статусом сеоске општине (слч. obec) у округу Наместово, у Жилинском крају, Словачка Република.

## Становништво
| Година:    | 1994. | 2004.    | 2014.    | 2024.    |
| ---------- | ----- | -------- | -------- | -------- |
| Број људи: | 1061  | 1290     | 1434     | 1707     |
| Разлика:   |       | +21,58 % | +11,16 % | +19,03 % |

| Година:    | 2023. | 2024.   |
| ---------- | ----- | ------- |
| Број људи: | 1696  | 1707    |
| Разлика:   |       | +0,64 % |

Према подацима о броју становника из 2024. године насеље је имало 1707 становника.